# Gonocephalum elderi
Gonocephalum elderi es una especie de escarabajo del género Gonocephalum, tribu Opatrini, familia Tenebrionidae. Fue descrita científicamente por Blackburn en 1892.

## Descripción
Pose cuerpo ovalado, ligeramente aplanado. Mide aproximadamente 8 milímetros de longitud y 3 milímetros de ancho. Es de color castaño, con una piel dura y brillante.

## Distribución
Se distribuye por Nueva Zelanda.